# Ancient Wisdom
Ancient Wisdom is een Zweedse blackmetalband. De band speelt een mid-tempo, melodische vorm van black metal. In hun muziek maken ze veelvuldig gebruik van keyboards, zowel akoestisch als digitaal.

## Geschiedenis
De band werd in 1992 opgericht door Marcus E. Norman onder de naam Ancient. De band bestond toen uit:
- Marcus E. Norman op keyboards, gitaar en vocalen
- Ulf Andersson op drums
- Fedrik Jacobsson op de basgitaar en vocalen
- Andreas Nilsson op gitaar

In 1992 neemt de band de demo In the Eye of the Serpent op, die in 1993 wordt uitgebracht. In hetzelfde jaar neemt de band een tweede demo Through Rivers of the Eternal Darkness op onder hun huidige naam, Ancient Wisdom. Ook wordt een deal gesloten met de Italiaanse platenmaatschappij Avantgarde Music. In 1994 wordt het debuutalbum For Snow Covered the Northland opgenomen, maar door technische problemen wordt dit album pas uitgebracht in 1996. Tijdens deze twee jaar gaat de band uit elkaar, en besluit Marcus E. Norman om als solo-artiest verder te gaan. Vanaf dat moment bespeelt hij alle instrumenten zelf.
In 1997 wordt een tweede album The Calling opgenomen. Vervolgens wordt in 1998 het eerste deel van het derde album, The Physical Shape of Light Bled opgenomen, het laatste gedeelte van dat album zal pas in november 1999 worden opgenomen. In 2000 wordt het album dan uiteindelijk uitgebracht. Na een pauze van drie jaar wordt in 2003 het vierde album opgenomen. Dit album, genaamd Cometh Doom, Cometh Death wordt uitgebracht in 2004.

## Discografie
- In the Eye of the Serpent (1993)
- Through Rivers of the Eternal Darkness (1993)
- For Snow Covered the Northland (1996)
- The Calling (1997)
- The Physical Shape of Light Bled (2000)
- Cometh Doom, Cometh Death (2004)